# Pionýři fotografické techniky

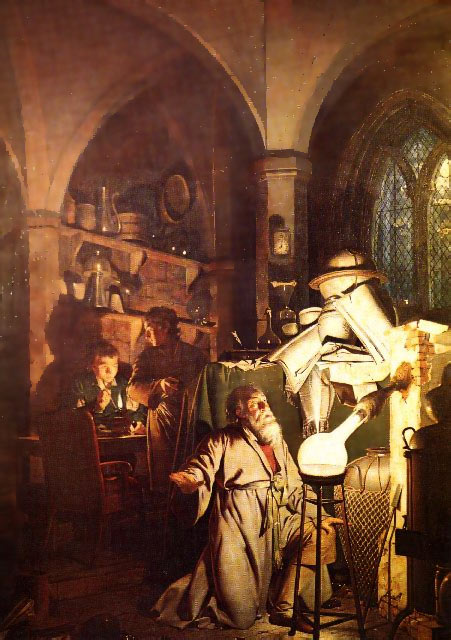
Obraz Alchymista objevující fosfor, malíř Joseph Wright z Derby se nechal pravděpodobně inspirovat Thomasem Wedgwoodem, kterého znázornil jako alchymistu, 1771

Pionýři fotografické techniky jsou významné osobnosti historie fotografie, které působily od období přibližně od počátku 19. století, přes období industrializace fotografického procesu na začátku 20. století. Od čtyřicátých let 20. století je však stále obtížnější připsat vynálezy jednotlivcům, protože vývoj od tohoto období je záležitostí práce převážně více inženýrů v týmu nebo pod záštitou výzkumného a vývojového oddělení společností fotografického průmyslu.

## Rané fotografické postupy
- Thomas Wedgwood
- Humphry Davy
- Johann Heinrich Schulze
- Joseph Nicéphore Nièpce
- Louis Daguerre
- William Henry Fox Talbot
- Hippolyte Bayard
- John Frederick William Herschel
- Claude Félix Abel Niépce de Saint-Victor
- Louis Alphons Poitevin
- Walter B. Woodbury vynálezce procesu woodburytypie
- Frederick Scott Archer
- Richard Leach Maddox
- Sergej Prokudin-Gorskij
- Hans Thøger Winther – norský vynálezce a fotograf

## Fotografické kamery
- George Eastman a George Walker
- Oskar Barnack
- C. P. Goerz
- Jules Richard – stereofotoaparát Vérascope 40
- Peter Wilhelm Friedrich von Voigtländer (viz také Johann Christoph Voigtländer a Johann Friedrich Voigtländer)

## Optika a objektivy
- Josef Maximilián Petzval
- Pierre Angenieux

## Závěrka fotoaparátu
- Eadweard Muybridge
- Alfred Gauthier
- Ottomar Anschütz

## Filmové materiály
- John Wesley Hyatt
- Hannibal Goodwin
- Louis Ducos du Hauron
- Edwin Herbert Land